# 邢守庭
邢守庭（1522年—？），字紹男，號後坡，河南臨潁縣人，明朝政治人物。

## 生平
嘉靖二十二年（1543年）癸卯科河南鄉試第十一名举人，三十五年（1556年）丙辰科会试一百七十九名，廷试三甲一百九十六名進士。吏部观政，初授行人司行人，四十一年七月选授户科给事中，四十二年五月升兵科右给事中，九月任禮科左給事中，十一月升兵科都給事中。四十五年升尚宝司卿，隆慶元年（1567年）二月升顺天府府丞，十月改任太常寺少卿，十二月被陕西道御史周希旦弹劾不職，调任南京太仆寺少卿，不久卒。

## 家族
曾祖邢順；祖父邢文；父邢城，曾任通判贈順天府府丞。母杜氏，贈恭人。兄守度、弟守愚。